# Theridion cochise
Theridion cochise är en spindelart som beskrevs av Claude Lévi 1963. Theridion cochise ingår i släktet Theridion och familjen klotspindlar. Inga underarter finns listade i Catalogue of Life.